# Jesús Arellano
José de Jesús Arellano Alcocer (Monterrey, 8 maggio 1973) è un ex calciatore messicano, di ruolo centrocampista.

## Carriera

### Club
Ha trascorso 19 anni nelle file del Monterrey (tranne dal 1997 al 1999, quando ha militato nel Guadalajara).

### Nazionale
Con la nazionale messicana ha disputato 3 Mondiali (1998, 2002 e 2006), 2 Coppe America (2001 e 2004), 2 Gold Cup (2000 e 2003), 2 Confederations Cup (1999 e 2001) e l'Olimpiade di Atlanta 1996, vincendo la Confederations Cup 1999 e la Gold Cup 2003.